# Chlorozada prasina
Chlorozada prasina är en fjärilsart som beskrevs av George Francis Hampson 1912. Chlorozada prasina ingår i släktet Chlorozada och familjen trågspinnare. Inga underarter finns listade i Catalogue of Life.